# Alcino Silva
Alcino Gomes da Silva (30 september 1990) is een Santomees kanovaarder, gespecialiseerd in het eenpersoons-kajakken.
Hoewel Sao Tomé en Principe zich eigenlijk niet gekwalificeerd had voor het Kanovaren op de Olympische Zomerspelen 2008, kreeg het een van de twee wildcards van de Olympische tripartitecommissie. Alcino Silva werd hiermee de eerste Santomese sporter die aan de Olympische Spelen meedeed in een andere sport dan atletiek.
Op 18 augustus 2008 stond Silva in het Shunyi Olympic Rowing-Canoeing Park aan de start van de K-1 1000 meter. Met een tijd van 4.28,057 werd hij 9e en laatste in heat 2, ook was hij de langzaamste van alle 26 deelnemers. Een dag later stond de K-1 500 meter op het programma. In de series legde Silva het parcours af in 1:58.178, goed voor een zesde plaats in heat 3 en een plek in de halve finales. Op 21 augustus was de halve finale van de 500 meter, Silva voer een tijd van 2.06,288 en werd hiermee 9e in halve finale 3 en 26e overall.